# إدوين شيل
إدوين شيل (1872-1951) (بالإنجليزية: Edwin Cheel)‏ هو عالم نبات أسترالي.